# Better Love
Better Love (română Dragoste mai bună) este un cântec interpretat de cântăreața greacă Katerine Duska. Aceasta a reprezentat Grecia la Concursul Muzical Eurovision 2019 în Tel Aviv, unde a ajuns pe locul 21 în finală cu 74 de puncte. A fost lansat pe 6 martie 2019.